# Siorarsuk Peninsula
Siorarsuk Peninsula är en halvö i Kanada.   Den ligger i territoriet Nunavut, i den nordöstra delen av landet, 2 700 km norr om huvudstaden Ottawa.
Trakten runt Siorarsuk Peninsula består i huvudsak av gräsmarker. Trakten runt Siorarsuk Peninsula är nära nog obefolkad, med mindre än två invånare per kvadratkilometer.